# Tsjecho-Slowakije op de Olympische Zomerspelen 1928
Tsjecho-Slowakije nam deel aan de Olympische Zomerspelen 1928 in Amsterdam, Nederland. Voor het eerst werd meer dan één keer goud gehaald.

## Medailles

### 1Goud
- Frantisek Ventura — Paardensport, individueel springconcours
- Ladislav Vacha — Turnen, mannen brug

### 2Zilver
- Jan Hermanek — Boksen, middengewicht
- Ladislav Vacha — Turnen, mannen ringen
- Emanuel Loffler — Turnen, mannen paardsprong
- Mannenteam — Turnen
- Jindrich Maudr — Worstelen, Grieks-Romeins bantamgewicht

### 3Brons
- Emanuel Loffler — Turnen, mannen ringen
- Jaroslav Skobla — Gewichtheffen, zwaargewicht

Argentinië · Australië · België · Brits-Indië · Bulgarije · Canada · Chili · Cuba · Denemarken · Duitsland · Egypte · Estland · Filipijnen · Finland · Frankrijk · Griekenland · Groot-Brittannië · Haïti · Hongarije · Ierland · Italië · Japan · Joegoslavië · Letland · Litouwen · Luxemburg · Malta · Mexico · Monaco · Nederland · Nieuw-Zeeland · Noorwegen · Oostenrijk · Panama · Polen · Portugal · Roemenië · Spanje · Tsjecho-Slowakije · Turkije · Uruguay · Verenigde Staten · Zuid-Afrika · Zuid-Rhodesië · Zweden · Zwitserland